# Paramalthinus shimomurai
Paramalthinus shimomurai is een keversoort uit de familie soldaatjes (Cantharidae). De wetenschappelijke naam van de soort werd in 1984 gepubliceerd door Brancucci in Brancucci & Wittmer.